# ژیلبرت ری
ژیلبرت ری (فرانسوی: Gilbert Rey‎; ۳۰ اکتبر ۱۹۳۰) بازیکن فوتبال اهل سوئیس بود.
از باشگاه‌هایی که در آن بازی کرده‌است می‌توان به باشگاه فوتبال لوزان-اسپورت و باشگاه ورزشی یانگ بویز اشاره کرد.
وی همچنین در تیم ملی فوتبال سوئیس بازی کرده‌است.